# Kanton Bertincourt
Der Kanton Bertincourt war bis 2015 ein französischer Kanton im Arrondissement Arras, im Département Pas-de-Calais und in der Region Nord-Pas-de-Calais. Sein Hauptort war Bertincourt. Vertreter im Generalrat des Départements war zuletzt von 1999 bis 2015 Jean-Claude Hoquet.
Der Kanton Bertincourt lag im Mittel 118 Meter über Normalnull, zwischen 67 Metern in Havrincourt und 137 Metern in Rocquigny.

## Gemeinden
Der Kanton bestand aus 18 Gemeinden:
| Gemeinde             | Einwohner Jahr | Fläche km² | Bevölkerungsdichte | Code INSEE | Postleitzahl |
| -------------------- | -------------- | ---------- | ------------------ | ---------- | ------------ |
| Barastre             | 288 (2013)     | –          | – Einw./km²        | 62082      | 62124        |
| Beaumetz-lès-Cambrai | 619 (2013)     | –          | – Einw./km²        | 62096      | 62124        |
| Bertincourt          | 931 (2013)     | –          | – Einw./km²        | 62117      | 62124        |
| Beugny               | 378 (2013)     | –          | – Einw./km²        | 62122      | 62124        |
| Bus                  | 132 (2013)     | –          | – Einw./km²        | 62189      | 62124        |
| Haplincourt          | 185 (2013)     | –          | – Einw./km²        | 62410      | 62124        |
| Havrincourt          | 421 (2013)     | –          | – Einw./km²        | 62421      | 62124        |
| Hermies              | 1.167 (2013)   | –          | – Einw./km²        | 62440      | 62124        |
| Lebucquière          | 250 (2013)     | –          | – Einw./km²        | 62493      | 62124        |
| Léchelle             | 61 (2013)      | –          | – Einw./km²        | 62494      | 62124        |
| Metz-en-Couture      | 663 (2013)     | –          | – Einw./km²        | 62572      | 62124        |
| Morchies             | 186 (2013)     | –          | – Einw./km²        | 62591      | 62124        |
| Neuville-Bourjonval  | 174 (2013)     | –          | – Einw./km²        | 62608      | 62124        |
| Rocquigny            | 283 (2013)     | –          | – Einw./km²        | 62715      | 62124        |
| Ruyaulcourt          | 310 (2013)     | –          | – Einw./km²        | 62731      | 62124        |
| Trescault            | 191 (2013)     | –          | – Einw./km²        | 62830      | 62147        |
| Vélu                 | 138 (2013)     | –          | – Einw./km²        | 62840      | 62124        |
| Ytres                | 437 (2013)     | –          | – Einw./km²        | 62909      | 62124        |